# Crime permanente
Crime permanente, segundo o direito penal brasileiro, é aquele cujo momento consumativo se prolonga no tempo de acordo com a vontade do criminoso, de modo que o agente tem o domínio sobre o momento de consumação do crime.